# 阿尔唐德帕吕
阿尔唐德帕吕（法語：Althen-des-Paluds，法語發音：[altɛ̃ de paly]）是法国普罗旺斯-阿尔卑斯-蓝色海岸大区沃克吕兹省的一个市镇，属于卡庞特拉区。

## 地理
阿尔唐德帕吕（44°0'17"N, 4°57'30"E）面积6.4 平方千米，位于法国普罗旺斯-阿尔卑斯-蓝色海岸大区沃克吕兹省，该省份为法国东南部内陆省份，北起德龙省，西北接阿尔代什省，西接加尔省，南至罗讷河口省，东南角与瓦尔省接壤，东临上普罗旺斯阿尔卑斯省。
与阿尔唐德帕吕接壤的市镇（或旧市镇、城区）包括：索尔格河畔昂特赖格、蒙特、佩尔讷莱方丹、贝达里德。

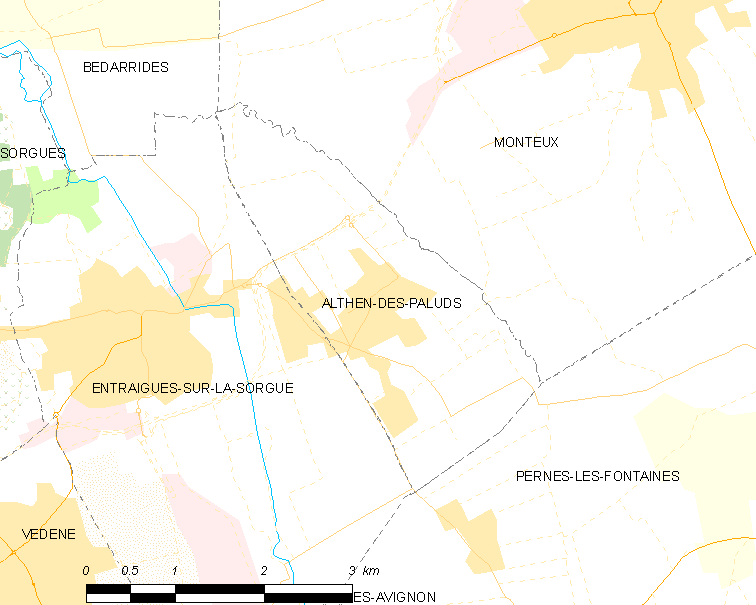
阿尔唐德帕吕的OSM定位图

阿尔唐德帕吕的时区为UTC+01:00、UTC+02:00（夏令时）。

## 行政
阿尔唐德帕吕的邮政编码为84210，INSEE市镇编码为84001。

## 政治
阿尔唐德帕吕所属的省级选区为蒙特县。

## 人口

1962-2008年间阿尔唐德帕吕人口变化图示

阿尔唐德帕吕于2022年1月1日时的人口数量为2881人。